# Expresie bine definită
În matematică o expresie bine definită sau expresie neambiguă este o expresie căreia definiția sa îi conferă o interpretare sau valoare unică. Altfel, expresia este una care nu este bine definită sau este ambiguă. O funcție este bine definită dacă dă același rezultat atunci când reprezentarea intrării este modificată fără a modifica valoarea intrării. De exemplu, dacă f are ca intrare numere reale, iar dacă f(0,5) nu este egală cu f(1/2), atunci f nu este bine definită (și deci nu este o funcție). Termenul bine definit poate fi folosit și pentru a arăta că o expresie logică este nembiguă sau necontradictorie.
O funcție care nu este bine definită nu este același lucru cu o funcție care este nedefinită. De exemplu, dacă f(x) = 1/x, atunci faptul că f(0) este nedefinită nu înseamnă că f este nu este bine definită, ci doar că acel 0 nu se află în domeniul de definiție al f.

## Exemplu
Fie mulțimile {\displaystyle A_{0},A_{1}} 
și reuniunea lor {\displaystyle A=A_{0}\cup A_{1}} și „se definește” {\displaystyle f:A\rightarrow \{0,1\}} drept {\displaystyle f(a)=0} dacă {\displaystyle a\in A_{0}} și {\displaystyle f(a)=1} dacă {\displaystyle a\in A_{1}}.
Atunci {\displaystyle f} este bine definită dacă intersecția lor este vidă {\displaystyle A_{0}\cap A_{1}=\emptyset \!}. De exemplu, dacă {\displaystyle A_{0}:=\{2,4\}} și {\displaystyle A_{1}:=\{3,5\}}, atunci {\displaystyle f(a)} va fi bine definită și egală cu {\displaystyle \operatorname {mod} (a,2)}.
În orice caz, dacă {\displaystyle A_{0}\cap A_{1}\neq \emptyset }, atunci {\displaystyle f} nu va fi bine definită deoarece {\displaystyle f(a)} este „ambiguă” pentru {\displaystyle a\in A_{0}\cap A_{1}}. De exemplu, dacă {\displaystyle A_{0}:=\{2\}} și {\displaystyle A_{1}:=\{2\}}, atunci {\displaystyle f(2)} ar putea fi atât 0 cât și 1, ceea ce o face ambiguă. Ca rezultat, ultima {\displaystyle f} nu este bine definită, prin urmare nu este o funcție.

## „Definiția” ca anticipare a definiției
Pentru a evita interpelările din jurul „definirii” din exemplul simplu anterior, „definiția” {\displaystyle f} ar putea fi împărțită în doi pași logici simpli:
1. Definiția unei relații binare: În exemplul
{\displaystyle f:={\bigl \{}(a,i)\mid i\in \{0,1\}\wedge a\in A_{i}{\bigr \}},}
(care nu este altceva decât un subset al produsului cartezian {\displaystyle A\times \{0,1\}}.)
2. Afirmația: Relația binară {\displaystyle f} este o funcție; în exemplul dat
{\displaystyle f:A\rightarrow \{0,1\}.}

În timp ce definiția din pasul 1 este formulată liber de orice altă definiție și este cu siguranță corectă (fără a fi nevoie să fie clasificată drept „bine definită”), afirmația din pasul 2 trebuie demonstrată. Adică {\displaystyle f} este o funcție dacă și numai dacă {\displaystyle A_{0}\cap A_{1}=\emptyset }, în care caz {\displaystyle f} — ca funcție — este bine definită.
Pe de altă parte, dacă {\displaystyle A_{0}\cap A_{1}\neq \emptyset }, atunci pentru {\displaystyle a\in A_{0}\cap A_{1}}, ar fi {\displaystyle (a,0)\in f} și {\displaystyle (a,1)\in f}, care fac relația binară {\displaystyle f} nefuncțională și prin urmare nefiind bine definită ca funcție. Colocvial, despre „funcția” {\displaystyle f} se spune că este ambiguă în punctul {\displaystyle a} (deși prin definiție nu există o „funcție ambiguă”), iar „definiția” originală este inutilă.
În ciuda acestor probleme logice subtile, este destul de comun să se folosească anticipat termenul de definiție pentru „definiții” de acest fel, din trei motive:
1. Oferă o procedură utilă a abordării în doi pași.
2. Raționamentul matematic relevant, adică pasul al doilea, este același în ambele cazuri.
3. În textele matematice, afirmația este „100 %” adevărată.

## Notații bine definite
Pentru numerele reale, produsul {\displaystyle a\times b\times c} este neambiguu deoarece {\displaystyle (a\times b)\times c=a\times (b\times c)} (prin urmare se spune că notația este bine definită). Această proprietate, cunoscută drept asociativitatea înmulțirii, garantează că rezultatul nu depinde de ordinea înmulțirilor, astfel că descrierea secvenței operațiilor poate fi omisă.
Pe de altă parte, operația de scădere nu este asociativă. Totuși, există convenția că {\displaystyle a-b-c} este o prescurtare pentru {\displaystyle (a-b)-c}, prin urmare este bine definită.
Nici împărțirea nu este asociativă. Însă în expresia {\displaystyle a/b/c} convențiile nu sunt așa de bine stabilite, ca urmare se consideră că expresia nu este bine definită.

## Alte utilizări ale termenului
Se spune că o soluție a unei ecuații cu derivate parțiale este bine definită dacă este determinată permanent de condițiile la limită, chiar dacă ele se tot schimbă.